# إدي مكلينتوك
إدي مكلينتوك (بالإنجليزية: Eddie McClintock) هو ممثل أمريكي، ولد في 27 مايو 1967 في الولايات المتحدة. بدأ مشواره المهني سنة 1993.

## أعمال

### مسلسلات
- القناص
- ربات بيوت يائسات
- كاسل
- مودرن فاميلي
- هاوس

## وصلات خارجية
- إدي مكلينتوك على موقع IMDb (الإنجليزية)
- إدي مكلينتوك على موقع روتن توميتوز (الإنجليزية)
- إدي مكلينتوك على موقع ألو سيني (الفرنسية)
- إدي مكلينتوك على موقع أول موفي (الإنجليزية)
- إدي مكلينتوك على موقع قاعدة بيانات الفيلم (الإنجليزية)
- إدي مكلينتوك على موقع كينوبويسك (الروسية)